# 黎維紹
黎維紹（越南语：／，？—？四月十九日），是越南后黎朝開國皇帝黎利的侄曾孫、第十五代皇帝黎英宗的祖父。
黎維紹是黎壽的兒子，但其事蹟不詳，只知道和黎氏玉濬生下黎維絖，其子就是黎维邦。顺平八年（1556年），二十二岁的中宗黎暄驾崩，没有儿子。权臣郑检拥立黎除的後裔黎维邦做皇帝（英宗）。黎维邦追尊黎維紹为莊簡王（越南语：／），諡純正；黎氏玉濬為綏理太妃，諡嘉行。